# Recologne (Haute-Saône)
Pour les articles homonymes, voir Recologne.
Recologne, ou Recologne-lès-Ray, est une commune française située dans le département de la Haute-Saône, la région culturelle et historique de Franche-Comté et la région administrative Bourgogne-Franche-Comté.

## Géographie
C'est la commune à la plus petite superficie du département de la Haute-Saône.

### Climat
Pour des articles plus généraux, voir Climat de la Bourgogne-Franche-Comté et Climat de la Haute-Saône.
En 2010, le climat de la commune est de type climat des marges montargnardes, selon une étude du Centre national de la recherche scientifique s'appuyant sur une série de données couvrant la période 1971-2000. En 2020, Météo-France publie une typologie des climats de la France métropolitaine dans laquelle la commune est dans une zone de transition entre le climat océanique altéré et le climat océanique altéré et est dans la région climatique  Lorraine, plateau de Langres, Morvan, caractérisée par un hiver rude (1,5 °C), des vents modérés et des brouillards fréquents en automne et hiver. 
Pour la période 1971-2000, la température annuelle moyenne est de 10,5 °C, avec une amplitude thermique annuelle de 17,5 °C. Le cumul annuel moyen de précipitations est de 934 mm, avec 12,5 jours de précipitations en janvier et 8,9 jours en juillet. Pour la période 1991-2020, la température moyenne annuelle observée sur la station météorologique de Météo-France la plus proche, « Combeaufontaine », sur la commune de Combeaufontaine à 17 km à vol d'oiseau, est de 10,7 °C et le cumul annuel moyen de précipitations est de 1 044,0 mm. 
La température maximale relevée sur cette station est de 41 °C, atteinte le 25 juillet 2019 ; la température minimale est de −26 °C, atteinte le 6 janvier 1985,,. 
Les paramètres climatiques de la commune ont été estimés pour le milieu du siècle (2041-2070) selon différents scénarios d'émission de gaz à effet de serre à partir des nouvelles projections climatiques de référence DRIAS-2020. Ils sont consultables sur un site dédié publié par Météo-France en novembre 2022.

## Urbanisme

### Typologie
Au 1er janvier 2024, Recologne est catégorisée commune rurale à habitat très dispersé, selon la nouvelle grille communale de densité à sept niveaux définie par l'Insee en 2022.
Elle est située hors unité urbaine et hors attraction des villes,.

### Occupation des sols
L'occupation des sols de la commune, telle qu'elle ressort de la base de données européenne d’occupation biophysique des sols Corine Land Cover (CLC), est marquée par l'importance des territoires agricoles (75 % en 2018), une proportion sensiblement équivalente à celle de 1990 (75,3 %). La répartition détaillée en 2018 est la suivante : 
zones agricoles hétérogènes (35,7 %), forêts (23,5 %), terres arables (20,3 %), prairies (19 %), eaux continentales (1,5 %). L'évolution de l’occupation des sols de la commune et de ses infrastructures peut être observée sur les différentes représentations cartographiques du territoire : la carte de Cassini (XVIIIe siècle), la carte d'état-major (1820-1866) et les cartes ou photos aériennes de l'IGN pour la période actuelle (1950 à aujourd'hui).

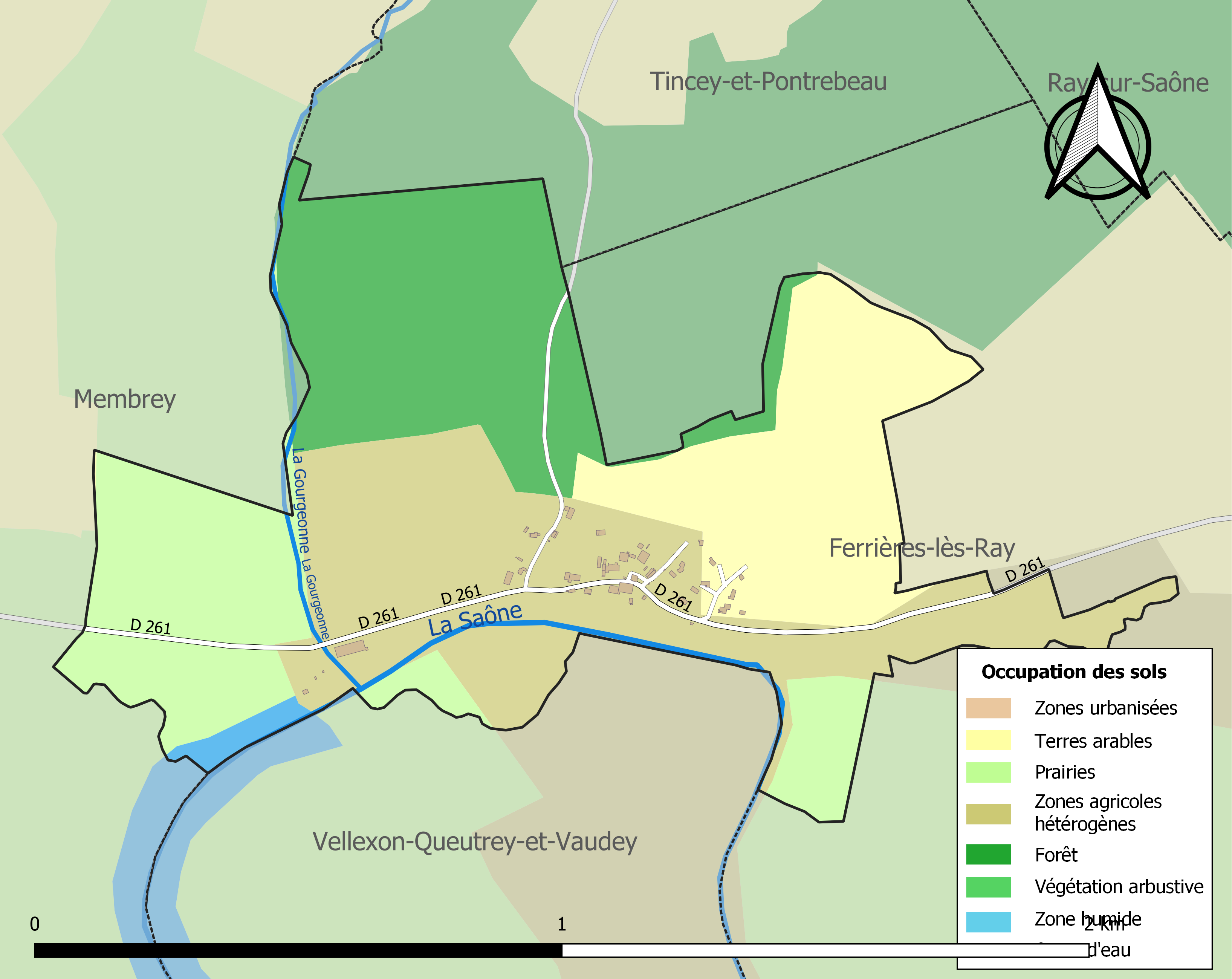
Carte des infrastructures et de l'occupation des sols de la commune en 2018 (CLC).

## Politique et administration

### Rattachements administratifs et électoraux
La commune fait partie de l'arrondissement de Vesoul du département de la Haute-Saône, en région Bourgogne-Franche-Comté. Pour l'élection des députés, elle dépend de la première circonscription de la Haute-Saône.
Elle fait partie depuis 1801 du canton de Dampierre-sur-Salon. Dans le cadre du redécoupage cantonal de 2014 en France, le territoire de ce canton s'est accru, passant de 29 à 50 communes.

### Intercommunalité
La commune fait partie de la communauté de communes des quatre rivières, intercommunalité créée en 1996.

### Liste des maires
| Période                                  | Période                      | Identité        | Étiquette | Qualité                        |
| ---------------------------------------- | ---------------------------- | --------------- | --------- | ------------------------------ |
| Les données manquantes sont à compléter. |                              |                 |           |                                |
| juin 1995                                | En cours (au 6 juillet 2015) | Jean-Paul Mauny |           | Réélu pour le mandat 2014-2020 |

## Démographie
L'évolution du nombre d'habitants est connue à travers les recensements de la population effectués dans la commune depuis 1793. Pour les communes de moins de 10 000 habitants, une enquête de recensement portant sur toute la population est réalisée tous les cinq ans, les populations de référence des années intermédiaires étant quant à elles estimées par interpolation ou extrapolation. Pour la commune, le premier recensement exhaustif entrant dans le cadre du nouveau dispositif a été réalisé en 2008.

En 2022, la commune comptait 32 habitants, en évolution de +3,23 % par rapport à 2016 (Haute-Saône : −1,4 %, France hors Mayotte : +2,11 %).
| 1793 | 1800 | 1806 | 1821 | 1831 | 1836 | 1841 | 1846 | 1851 |
| ---- | ---- | ---- | ---- | ---- | ---- | ---- | ---- | ---- |
| 100  | 118  | 122  | 110  | 113  | 148  | 148  | 133  | 132  |

| 1856 | 1861 | 1866 | 1872 | 1876 | 1881 | 1886 | 1891 | 1896 |
| ---- | ---- | ---- | ---- | ---- | ---- | ---- | ---- | ---- |
| 102  | 105  | 102  | 87   | 80   | 108  | 72   | 61   | 56   |

| 1901 | 1906 | 1911 | 1921 | 1926 | 1931 | 1936 | 1946 | 1954 |
| ---- | ---- | ---- | ---- | ---- | ---- | ---- | ---- | ---- |
| 51   | 60   | 62   | 40   | 39   | 43   | 37   | 26   | 34   |

| 1962 | 1968 | 1975 | 1982 | 1990 | 1999 | 2006 | 2008 | 2013 |
| ---- | ---- | ---- | ---- | ---- | ---- | ---- | ---- | ---- |
| 32   | 26   | 24   | 23   | 29   | 15   | 34   | 40   | 33   |

| 2018 | 2022 | - | - | - | - | - | - | - |
| ---- | ---- | - | - | - | - | - | - | - |
| 33   | 32   | - | - | - | - | - | - | - |

## Culture locale et patrimoine

### Personnalités liées à la commune
Jean-Baptiste Patrauld : né à Recologne ou à Ray-sur-Saône en 1751 et décédé à Villemoutiers (Loiret) en 1817, après y avoir été maire de 1808 à 1815. Moine de l'ordre des Minimes, il fut professeur de mathématiques de Napoléon Bonaparte à l'École royale militaire de Brienne-le-Château (Aube).